# Yvette Lebon
Yvette Lebon (Parijs, 14 augustus 1910 – Cannes, 28 juli 2014) was een Frans actrice.

## Carrière
Lebon begon haar carrière in 1931. Voor de Tweede Wereldoorlog speelde ze mee in een vijftiental films. Tijdens de Tweede Wereldoorlog was ze de minnares van Jean Luchaire. Na de Oorlog huwde ze met de Amerikaanse filmproducent Nathan Wachsberger (1916-1992) en ging in Hollywood wonen. Lebon acteerde nog tot in 1972.
Lebon overleed in 2014 op 103-jarige leeftijd. Ze werd begraven aan de Forest Lawn Memorial Park in Hollywood Hills.

## Filmografie (selectie)
- 1934 - Zouzou
- 1938 - Abused Confidence
- 1938 - Gibraltar
- 1970 - Cannabis